# Rio Gebhardt
Julius Rigo „Rio“ Gebhardt (* 1. November 1907 in Heilbronn; † 24. Juni 1944) war ein deutscher Pianist, Dirigent und als Komponist ein früher Vertreter des Jazz in Deutschland. 

## Leben und Wirken
Rio Gebhardt wurde als Julius Rigo Gebhardt in der Privatfrauenklinik von Otto Gutbrod in Heilbronn geboren, als seine Eltern, der Sänger Julius Gebhardt und Maria Anna Haupt, mit ihrem Tourneetheater Tegernseer Nachtigallen in den dortigen Kilianshallen gastierten.
Als man 1911 den Vierjährigen dabei beobachtete, wie er in Monte Carlo eine Zigeunerkapelle mit einem Zitronenlöffel „dirigierte“, entdeckte man angeblich sein Talent zum Dirigieren. Der Vater beschloss daraufhin, seinen Sohn als Wunderkind zu vermarkten, eignete sich selbst Kenntnisse im Dirigieren an und übte mit dem Knaben hinter verschlossenen Türen das Dirigieren zu Grammophonmusik, wobei Weinflaschen als Ersatz für die Instrumentengruppen eines Orchesters benutzt wurden. Die Auftritte des Kindes stießen bei Fachleuten nicht unbedingt auf Begeisterung, doch sein Onkel Karl Gille, Wagner-Dirigent und Hofkapellmeister in Hannover, stellte fest, dass Rio Gebhardt wirklich musikalisches Talent besitzen könnte, und sorgte dafür, dass er Klavierunterricht erhielt.
In den 1920er Jahren gehörte er zu einer Gruppe von „Wunderkindern“, an denen die Psychologin Franziska Baumgarten Studien trieb, die später in dem Buch Wunderkinder. Psychologische Untersuchungen von 1930 verwertet wurden. Sie stellte fest: „Er besitzt eine äußerst lebhafte Phantasie, seine Intelligenz scheint nicht überdurchschnittlich zu sein.“
Die Familie hatte sich 1917 in Berlin niedergelassen. Zu dieser Zeit war auch sein im englischen Blackpool am 28. Juni 1909 geborener jüngerer Bruder Ferry, der die ersten acht Jahre seines Lebens in einer Pflegefamilie verbracht hatte, zu ihm gestoßen; ein Konzertprogramm führt ihn als Pianisten und Rio Gebhardt als Dirigenten und Komponisten auf. Rio und Ferry Gebhardt bestritten in den folgenden Jahren über 500 Konzerte im In- und Ausland.

### Musikalische Ausbildung
Für 1915 ist der – unregelmäßige – Besuch des Sternschen Konservatoriums in Berlin belegt. Von 1918 bis 1920 studierte Rio Gebhardt bei Paul Scheinpflug Harmonielehre und Partiturspiel, ferner besuchte er Lehrveranstaltungen bei Robert Kahn. 1922 studierte Rio Gebhardt in Zürich und besuchte dort insbesondere die Orchesterproben unter Volkmar Andreae. Ab 1923 studierte Rio Gebhardt bei Kurt Weill; das Geld zum Leben verdiente er als Pianist in einer Salonkapelle. Zwei Jahre später nahm er Kontakt zu dem Verleger Wilhelm Zimmermann auf, der zu seinem Hauptverleger wurde.
1931 versuchte Gebhardt seine Ausbildung durch den Besuch von Lehrveranstaltungen in Musikgeschichte abzurunden. Im gleichen Jahr schickte er Franziska Baumgarten seine handschriftlichen Lebenserinnerungen, die in dem Aufsatz Der Werdegang eines Wunderkindes publiziert wurden. 

### Tätigkeiten als Musiker
Gebhardt dirigierte 1928 nach Beendigung seines Studiums bei Weill in sämtlichen Vorstellungen außer der Uraufführung dessen Musik zu Leo Lanias Stück Konjunktur, das allerdings nach drei Monaten wieder abgesetzt wurde. Anfang 1929 wurde er Hilfskorrepetitor an der Kölner Oper, im Sommer desselben Jahres kehrte er nach Berlin zurück. 
Nachdem das 1927 gegründete ERKLA (Erstes Klavier-Quartett) mit Adam Gelbtrunk, Alexander Zakin und Leopold Mittmann nicht sehr lang existiert hatte, rief Gebhardt 1929 ein Klaviertrio namens Ri-Ro-Ru ins Leben. Neben ihm selbst gehörten Günther Radtke und Hans Rhode dieser Formation an, die vor allem in Lichtspielhäusern und ähnlichen Einrichtungen auftrat. Mit einem etwas ernsthafteren Programm als dem bisherigen Jazz-Potpourri erntete das Trio 1931 auch Anerkennung bei der Berliner Musikpresse.

### Musikalisches Schaffen
Zu Rio Gebhardts frühen Kompositionen gehörten vier Klavierstücke, ein Concertino für Klavier und Orchester und drei Sehnsuchtslieder nach Ernst Lange für Altstimme mit Orchester.

#### Lehrwerke und Kompositionen im Jazzstil
1931 veröffentlichte er die Jazz-Suite New Tales, eine „spieltechnisch anspruchsvolle Unterhaltungsmusik im Stile des Novelty-Piano“.
Im darauf folgenden Jahr erschien seine Jazz-Klavierschule mit dem Untertitel Die neue Klaviervirtuosität. Sie erlebte zahlreiche Neuauflagen und wurde in den Nachkriegsjahren unter anderem von Alfred Baresel aktualisiert. Mit Baresel hatte Gebhardt 1932 den Blues pathétique und den Fox gymnastique, die auch in dieser Klavierschule veröffentlicht wurden, als Plattenaufnahme eingespielt. Diese Werke wurden von der zeitgenössischen Presse als „üble und flache, mondäne Musik“ bezeichnet.
Das 1932 bei Zimmermann publizierte Concert in Es zitierte Passagen aus George Gershwins Rhapsody in Blue und dem Concerto in F und brachte Gebhardt, jedenfalls in der Darstellung seines Verlegers, den Ruf eines „deutschen Gershwin“ ein. Das Concert in Es wurde am 17. Februar 1941 mit Rudolf Ehrecke und dem Orchester des Deutschen Fernseh-Rundfunks und dem Komponisten als Dirigenten aufgenommen, nachdem zuvor Produktionen im Rundfunk jahrelang aufgeschoben worden waren.
In den Jahren des Nationalsozialismus verloren sich die Einflüsse des Jazz weitgehend aus seinen Kompositionen.

### Letzte Jahre
Während er auf eine Anstellung bei der Mitteldeutschen Rundfunk-AG (Mirag) wartete, konnte Gebhardt seine Operette Das Schloss an der Adria mit einem Libretto von Josef Weiser in Chemnitz zur Uraufführung bringen. Statt bei der Mirag wurde Gebhardt schließlich beim Reichssender in Hamburg angestellt. Seine Werke wurden in den folgenden Jahren häufig im Rundfunk gespielt, etwa das Fest der Infantin von 1934 oder die Ballett-Suite Aus der Spielzeugschachtel von 1937. 
1937 wurde er erster Musikbetreuer beim Deutschen Bildfunk in Berlin; drei Jahre später komponierte er mit Kabinett Fulero die erste Originalmusik für ein deutsches Fernsehspiel. Ausgestrahlt wurde diese Adaption des Stückes Die Krone von Doris Riehmer und Op gen Orth am 31. Oktober 1940. Eine weitere Filmmusik schrieb Gebhardt zu Das tapfere Schneiderlein (1941). 
Wahrscheinlich die letzte Uraufführung eines Gebhardt-Werkes zu Kriegszeiten fand am 23. Oktober 1941 statt. Die Konzert-Ouvertüre wurde verschiedentlich positiv besprochen, brachte ihrem Urheber allerdings keine Unabkömmlichkeitsbescheinigung ein.
Rio Gebhardt wurde zum Kriegsdienst eingezogen und kam nach Russland, während seine Frau Ada und seine Kinder in Berlin blieben. Zunächst noch vom Fronteinsatz verschont, konnte Gebhardt noch an einer Mittelalterlichen Suite arbeiten. Seine Hoffnung, zur Propaganda-Kompagnie Münchhausen versetzt zu werden, erfüllte sich jedoch nicht. 
Gebhardt fiel am 24. Juni 1944 an der Ostfront.

## Nachwirkung
Während einige seiner vom Jazz beeinflussten Kompositionen die Nachkriegsjahre überlebten, so die 1994 als Reprint veröffentlichte Jazz-Suite New Tales (1931), gerieten die anderen Werke Gebhardts weitgehend in Vergessenheit. Lediglich seine Jazz-Klavierschule (1932), die von Walter Baresel, Wolfgang Lauth und Hans Creutzinger überarbeitet wurde und 1958 bereits in ihrer 13. Auflage erschien, wurde zu einem auch über Deutschland hinaus geschätzten Lehrwerk.
1967 wurde anlässlich des 60. Geburtstags Gebhardts eine Verlagsschrift bei Zimmermann über den Komponisten herausgegeben.
Zum 50. Todestag erarbeitete Günther Emig 1994 eine große Ausstellung in der Stadtbücherei Heilbronn, in der auch viele unbekannte Dokumente aus Familienbesitz gezeigt werden konnten. Dazu gab Günther Emig ein Begleitheft heraus, in dem das bis dahin bekannte Wissen erstmals im Zusammenhang dargestellt worden ist. Diese Veröffentlichung wurde 2007 neu herausgegeben, sie ist seit Oktober 2014, um eine Diskographie erweitert, auch als E-Book erhältlich. 
Gebhardts Biographie wurde 2011 im Rahmen der Reihe Heilbronner Köpfe publiziert.